# Aleksandr Zjukov
Aleksandr Dmitrijevitj Zjukov (ryska: Александр Дмитриевич Жуков), född 1 juni 1956 i Moskva, Ryska SFSR, Sovjetunionen, är ordförande i Rysslands Olympiska Kommitté sedan 2010 då han efterträdde Leonid Tjagatjov. Han var även ordförande i organisationskommittén för OS i Sotji 2014. Han var tidigare Rysslands biträdande premiärminister och vice talman för Statsduman, underhuset i parlamentet, och har tidigare varit ordförande i dumans budgetkommitté. Han tillhör partiet Enade Ryssland.